# Shengzhou
Shengzhou, talvolta detta Shengxian o anche Contea di Sheng, è una città-contea (县级市; xiànjíshì) cinese che, come le città-prefettura, non sono città nel senso tradizionale del termine, ma bensì municipalità il cui territorio è stato esteso ad inglobare quello della contea stessa. Il territorio di Shengzhou è quindi composto da un centro abitato principale, altri minori e vaste aree rurali, paragonabile a quello che potrebbe essere una "provincia" nell'ordinamento italiano.
Il cambiamento di Shengzhou, da città a città-contea, è stato apportato a partire dagli anni ottanta.
Shengzhou è situata nella parte centrale della regione di Zhejiang, a sud della Hangzhou Bay, ed è il dipartimento sud-orientale della città-prefettura di Shaoxing. La città si trova a circa un'ora e mezza di viaggio in auto dalla capitale della regione, Hangzhou, raggiungibile percorrendo l'autostrada Hangzhou-Ningbo, chiamata anche "Shangyu-Sanmen Expressway".
Secondo un censimento avvenuto nel 2013, nella città vivevano 263.100 famiglie, per un totale di 733.700 abitanti, e stando ai dati riportati in alcuni quotidiani locali è dato per certo che nel 2015 i residenti abbiano largamente superato la cifra di 800.000.
L'estensione totale della città di Shengzhou, stando ai dati demografici riportati sulla enciclopedia online cinese "Baidu Baike" aggiornati all'anno 2013, è di 1784,43 kilometri quadrati.

## Economia
La città ha chiuso il 2015 con un prodotto interno lordo (PIL) pari a 39.637.000.000 di Yuan (RMB), con un incremento dell'8,0% sull'anno precedente, stando ai dati riportati sulla enciclopedia online cinese "Baidu Baike".
La città di Shengzhou è sede di numerose aziende di grande importanza per la regione, prevalentemente attive nel settore dell'industria tessile e della produzione di filati. Inoltre è un interessante polo tecnico industriale per la produzione di abbigliamento ed accessori.
Shengzhou è la punta di diamante nazionale, per la produzione e l'export di cravatte, con una ottima notorietà anche su scala internazionale.

## Università
Nella città di Shengzhou è presente una sede dell'Università dello Zhejiang, internazionalmente nota come Zhejiang University (ZJU, detta anche Che Kiang University (浙江大学; Zhèjiāng Dàxué), ed amichevolmente chiamata Zheda dagli studenti.
La succursale periferica di Shengzhou focalizza i suoi corsi formativi sulla chimica e sulla tecnologia ed essendo coordinata dalla ZJU, può vantare di essere parte integrante del sistema didattico di una delle più prestigiose istituzioni formative della Cina.

## Storia
Città di antica fondazione, come testimoniano alcuni ritrovamenti archeologici. 
Come la gran parte delle città cinesi, Shengzhou è stata testimone di cambiamenti radicali della propria urbanistica e della propria tradizione agricola ed artigianale, durante la svolta epocale che ha interessato la politica economica cinese tra gli anni ottanta e gli anni novanta, teorizzata e concretizzata dagli artefici della moderna Cina che oggi noi tutti conosciamo, ovvero i riformatori, guidati da Deng Xiaoping, che volevano una revisione dell'economia cinese basata su politiche pragmatiche, nonché la de-enfatizzazione del ruolo dell'ideologia nel determinare le regole politiche ed economiche. 
Tutta la provincia dello Zhejiang beneficiò dei frutti di queste politiche vincenti fin dai primi tempi, ma soprattutto a partire dagli anni 2000 si vide un vero cambiamento radicale dell'economia.
I governi che si succedettero dopo quello di Deng Xiaoping, sotto l'influenza ed il carisma da lui esercitato fin dal 1978-1979, abbandonarono il modello economico pianificato in favore del socialismo con caratteristiche cinesi (有中国特色社会主义). Con questa espressione, coniata da Deng, si indicava un sistema statale basato sue due principi cardine: da un lato il monopolio del Partito Comunista sulla sfera politica, dall'altro l'apertura del sistema economico a principi del libero mercato.
Si trattò di un processo graduale che ebbe inizio a partire dalle ZES o Zone Economiche Speciali, una selezione di provincie cinesi in cui vennero applicate in via sperimentale le prime riforme di apertura del mercato, e lo Zhejiang fu proprio una fra le prime regioni selezionate.
Nel decennio tra gli anni ottanta e novanta, la Repubblica Popolare Cinese mise in moto quelle riforme che le permisero di svilupparsi fino ad oggi, raggiungendo e per certi versi superando tutte le altre economie capitalistiche più mature.
Da sempre impegnata in scambi con le città vicine fin dalla antichità, Shengzhou oggi può beneficiare della propria posizione centrale nella provincia, essendo situata a metà strada tra la provincia di Jinhua a sud-ovest, anch'essa ricca ed in grande sviluppo, e la provincia di Ningbo ad est, che è il maggiore porto della regione ed uno dei più importanti di tutta la Cina, distante solo due ore e mezza di viaggio in automobile.
Ciò rende Shengzhou un polo produttivo predisposto ad esportare merci con facilità e tempistiche molto rapide.
Sono presenti molte aziende straniere che hanno sede a Shengzhou in ragione di queste caratteristiche, e prevalentemente sono guidate da imprenditori di origine coreana, ed in rari cari anche da qualche imprenditore europeo.

## Arte e cultura
Shengzhou è la città che ha dato i natali all'Opera Shaoxing, un genere operistico secondo per importanza solo al teatro tradizionale cinese, conosciuto internazionalmente come Opera cinese.

## Clima e ambiente
Il clima di Shengzhou è continentale ed umido, caratterizzato da una temperatura media di 16 °C, e l'estate è molto calda con picchi di temperatura percepita che arrivano a superare i 40 °C.
Spesso tutta la regione dello Zhejiang conta stagioni che potrebbero essere definite "monsoniche", miste a clima temperato, abbondante sole anche in caso di pioggia, piccole pioggerelle anche brevi e molta umidità, specie in prossimità dei corsi d'acqua.
Raramente la zona è interessata da tifoni che, spesso provengono dal sud ed arrivano talvolta anche a solo 100 km di distanza dalla città.
Nella immediata periferia di Shengzhou sono presenti colline e monti ricoperti di verde e sono molti i campi coltivati prevalentemente a granoturco, riso e tè.
Ciò rende queste aree, data la tranquillità ed il poco inquinamento dell'aria, le zone più richieste dai ricchi imprenditori e dai cittadini più benestanti, per le proprie residenze principali. 
Come in tutta la regione sono abbondanti corsi d'acqua e laghi, anche di grandi dimensioni, spesso attrezzati ad escursioni in motoscafo.
Sono presenti sorgenti termali e centri di benessere con piscine molto moderne e confortevoli, organizzate con personale professionale.

## Suddivisione amministrativa
La Municipalità di Shengzhou è amministrata da un sindaco, che pianifica e coordina ogni sviluppo urbanistico, compresa la concessione edilizia per i centri commerciali, sempre più diffusi a partire dagli anni 2012-2013.
Tutta la contea, di tradizione e cultura prevalentemente contadina fino alla fine degli anni settanta, solo dalla metà degli anni ottanta ha visto lo sviluppo di industrie e di aziende commerciali. Nella città di Shengzhou in particolare, quelle che fino agli anni settanta non erano che piccole aziende familiari, o gruppi di artigiani, già nei primi anni novanta iniziavano a farsi conoscere nel mondo come interessanti realtà produttive, orientate prevalentemente all'export e alla sempre maggiore apertura verso il commercio internazionale.
Ciò ha fatto sì che, già attorno alle mura del centro storico, fino ad arrivare alle più lontane periferie della città, il tessuto urbano e sub-urbano di Shengzhou si andasse costellando di stabilimenti produttivi e di edifici moderni, come alberghi e aziende commerciali.
A partire dagli anni 2012-2013, la tradizionale fuga dalle campagne verso le grandi metropoli della regione, che aveva interessato negli anni 2000 soprattutto i giovani e gli studenti più dotati, si è molto ridimensionata.
Entro l'area di questa Contea, sono amministrate dalla Municipalità di Shengzhou alcune città di estensione minore (镇, zhen).

### Città comprese nella Contea di Shengzhou
- Sanjie (三界)
- Xiawang (下王)
- Pukou (浦口)
- Huangze (黄泽)
- Beizhang (北漳)
- Jinting (金庭)
- Jiangzhen (蒋镇)
- Cangyan (苍岩)
- Ganlin (甘霖)
- Boji (博济)
- Kaiyuan (开元)
- Changle (长乐)
- Shihuang (石璜)
- Furun (富润)
- Chongren (崇仁)
- Gulai (谷来)
- Xianyan (仙岩)

## Cibi e specialità gastronomiche
Come tutte le città della regione Zhejiang, la città di Shengzhou è nota in Cina per la gran varietà di snack tipici. In generale la maggior parte dei piatti tipici che si possono assaggiare nel sud-est della Cina, sono ritenuti dagli stessi cinesi come delle prelibatezze. A titolo di esempio: Xiaolongbao (小笼包), vari piatti abase di aragostine, Doufubao (豆腐包), Youtiao, Shengzhou Chaoniangao (嵊州炒年糕).